# Greatest Remix Hits 1
Greatest Remix Hits 1 je remiks album australske pjevačice Kylie Minogue. Objavljen je 1997. godine samo u Australiji u izdanju diskografske kuće Mushroom Records. Na albumu su do tada nepoznati remiksi Minogueinih pjesama objavljenih u izdanju diskografske kuće PWL od 1987. do 1992. godine. 

## Popis pjesama
CD 1:
1. "I Should Be So Lucky" (The Bicentennial Remix)
2. "Got to Be Certain" (Ashes to Ashes - The Extra Beat Boys remix)
3. "The Loco-Motion" (The Sankie Remix)
4. "Je Ne Sais Pas Pourquoi" (Moi Non Plus Mix)
5. "Made In Heaven"
6. "All I Wanna Do"
7. "It's No Secret" (Extended)
8. "Hand On Your Heart" (Dub)
9. "Just Wanna Love You"
10. "Never Too Late" (Extended)
11. "We Know The Meaning Of Love"

CD 2:
1. "Step Back In Time" (Walkin' Rhythm Mix)
2. "What Do I Have To Do" (Remix)
3. "Shocked" (DNA Mix)
4. "Word Is Out"
5. "Keep On Pumpin' It Up" (Astral Flight Mix)
6. "If You Were With Me Now"
7. "Do You Dare" (New Rave Mix)
8. "Finer Feelings" (Brothers In Rhythm 7” Mix)
9. "Closer" (Edit)
10. "What Kind Of Fool (Heard All That Before)" (Tech No Logical Mix)
11. Celebration (Have A Party Mix)